# Патрик Грошовський
Патрик Грошовський (словац. Patrik Hrošovský; нар. 22 квітня 1992, Прєвідза) — словацький футболіст, півзахисник бельгійського «Генка» і національної збірної Словаччини.

## Клубна кар'єра
Народився 22 квітня 1992 року в місті Прєвідза. Займався у декількох словацьких футбольних школах, у 17 років перебрався до Чехії, де продовжив підготовку у молодіжних командах «Вікторії» (Пльзень).
У дорослому футболі дебютував 2011 року виступами на умовах оренди за команду соколовського «Баніка» з другого чеського дивізіону, в якій провів один сезон, взявши участь у 13 матчах чемпіонату.
Протягом 2012—2014 року також на орендних умовах провів по одному сезону у клубах «Усті-над-Лабем» і «Зноймо».
У складі головної команди «Вікторії» (Пльзень) дебютував 2014 року, швидко отримавши місце в її основному складі. Був важливою фігурою у складі «Вікторії» протягом наступних п'яти років.
У дипні 2019 року уклав чотирирічний контракт з бельгійським «Генком».

## Виступи за збірні
Протягом 2013—2015 років залучався до складу молодіжної збірної Словаччини. На молодіжному рівні зіграв у 9 офіційних матчах, забив 1 гол.
2015 року дебютував в офіційних матчах у складі національної збірної Словаччини. Був у її складі учасником Євро-2016, згодом взяв участь у двох матчах команди на груповому етапі Євро-2020.

## Титули і досягнення
- Чемпіон Чехії (3):

«Вікторія» (Пльзень): 2014-15, 2015-16, 2017-18
- Володар Суперкубка Чехії (1):

«Вікторія» (Пльзень): 2015
- Володар Кубка Бельгії (1):

«Генк»: 2020-21